# 富尔顿 (阿拉巴马州)
富尔顿（英文：Fulton），是美国阿拉巴马州下属的一座城市。面积约为2.45平方英里（约合6.35平方公里）。根据2010年美国人口普查，该市有人口272人，人口密度为110.98/平方英里（约合42.83/平方公里）。